# 高野公彦
高野 公彦（たかの きみひこ、1941年12月10日 - ）は、日本の歌人。歌誌「コスモス」編集人、選者。本名は、日賀志康彦。
「コスモス」に入会し、宮柊二に師事。厳選された端正な表現で人生の深奥をうたう。「桟橋」創刊。歌集に『汽水の光』(1976年)、『天泣』(1996年)、『水苑』(2000年)、『河骨川』(2012年)、『流木』(2014年)などがある。

## 経歴
愛媛県喜多郡長浜町（現・大洲市）出身。東京教育大学文学部国文科卒業。1964年、「コスモス」に入会し、宮柊二に師事する。河出書房新社の編集者を26年間務めた後、青山学院女子短期大学国文学科教授。日経歌壇選者（1993年～2004年）、朝日歌壇選者（2004年～）、新潟日報読者文芸選者 、南日本新聞南日歌壇選者。

## 年譜
- 1960年 - 愛媛県立松山工業高等学校機械科卒業[2]。横浜市の日産自動車に入社[2]。エンジンの実験などに従事。
- 1961年 - 横浜国立大学工学部機械工学科の夜間に入学するも中退。日産自動車も退社する[2]。
- 1964年 - 宮柊二を訪ね、コスモス短歌会に入会[2]。
- 1967年 - 東京教育大学文学部国文科卒業。河出書房新社に入社。同僚に小野茂樹がいた。桐の花賞受賞。
- 1976年 - コスモス賞受賞[1]。
- 1982年 - 『ぎんやんま』で第18回短歌研究賞受賞[1]。
- 1985年 - 「コスモス」の仲間である奥村晃作や桑原正紀らと同人誌「棧橋」創刊[3]。
- 1994年 - 青山学院女子短期大学国文学科教授就任。
- 1996年 - 歌集『天泣』で第1回若山牧水賞受賞[1]。
- 2001年 - 歌集『水苑』で第16回詩歌文学館賞[2]、第35回迢空賞受賞[2]。
- 2004年 - 紫綬褒章受章。
- 2010年 - 青山学院女子短期大学教授を退任。
- 2013年 - 歌集『河骨川』により第54回毎日芸術賞[2]、第5回小野市詩歌文学賞受賞。秋の褒章で旭日小綬章受章。
- 2015年 - 歌集『流木』により第66回読売文学賞受賞[2]。
- 2019年 - 『明月記を読む』（上・下巻）により第42回現代短歌大賞受賞[2]。

## 著書

### 歌集
- 『汽水の光』（角川書店、1976年）
- 『淡青』（雁書館、1982年）
- 『水木』（短歌新聞社〈昭和歌人集成〉、1984年）
- 『高野公彦歌集』（砂子屋書房、1987年）
- 『雨月』（雁書館、1988年、現代短歌社文庫、2014年）
- 『水行』（雁書館、1991年）
- 『高野公彦歌集』（不識書院〈不識文庫〉、1994年）
- 『高野公彦作品集』（本阿弥書店、1994年）
- 『地中銀河』（雁書館、1994年）
- 『天泣』（短歌研究社、1996年）
- 『水苑』（砂子屋書房、2000年）
- 『高野公彦歌集』（短歌研究社、2003年）
- 『渾円球』（雁書館、2003年）
- 『甘雨』（柊書房、2006年）
- 『天平の水煙』（本阿弥書店、2008年）
- 『河骨川』（砂子屋書房、2012年）
- 『青き湖心―般若心経歌篇 高野公彦歌集』（柊書房、2013年）
- 『流木』（角川学芸出版、2014年）
- 『無縫の海 　短歌日記　2015』（ふらんす堂、2016年）
- 『水の自画像』（短歌研究社、2021年）

### 歌書・エッセイ
- 『地球時計の瞑想』（雁書館、1989年）
- 『うたの前線』短歌ライブラリー（本阿弥書店、1990年）
- 『鑑賞・現代短歌五　宮柊二』（本阿弥書店、2001年）
- 『歌を愉しむ』（柊書房、2001年）
- 『ことばの森林浴』（柊書房、2008年）
- 『うたを味わう-食べ物の歌』（柊書房、2011年）
- 『うたの回廊-短歌と言葉』（柊書房、2011年）
- 『わが秀歌鑑賞 歌の光彩のほとりで』（角川学芸出版〈角川短歌ライブラリー〉、2012年）
- 『短歌練習帳』（本阿弥書店、2013年）
- 『北原白秋の百首　歌人入門3』（ふらんす堂、2018年）
- 『明月記を読む　定家の歌とともに』（短歌研究社（上下）、2018年）

### 編集
- 『現代の短歌』（講談社学術文庫、1991年）
- 『宮柊二歌集』宮英子共編（岩波文庫、1993年）
- 『北原白秋歌集』（岩波文庫、1999年）
- 『窪田空穂歌文集』（講談社文芸文庫、2005年）

### その他
- 『高野公彦　シリーズ牧水賞の歌人たち』伊藤一彦監修 津金規雄編（青磁社、2005年）
- 『詩歌を楽しむ　北原白秋―うたと言葉と』 （NHK出版：シリーズカルチャーラジオ、2011年）
- 『ぼくの細道 うたの道　高野公彦インタビュー』（聞き手栗木京子、本阿弥書店、2017年）

### 関連書籍
- 鈴木竹志『高野公彦の歌世界』（柊書房、2013年）

## テレビ・ラジオ
- ＮＨＫ歌壇　選者（2000年4月～2002年3月）
- ＮＨＫ短歌　選者（2007年4月～2008年3月）
- ＮＨＫカルチャーラジオ　ラジオ第２『詩歌を楽しむ北原白秋うたと言葉と』講師（2012年1月～2012年3月）